# Château des ducs d'Alençon
Le château des ducs d'Alençon, centre du comté puis du duché d'Alençon, est un ancien château fort, de la fin du XIIe siècle, dont les vestiges se dressent sur le territoire de la commune française d'Alençon dans le département de l’Orne, en région Normandie. L'ensemble des bâtiments subsistant construit, vers 1400, par Jean Ier est converti à la Révolution, fonction qu'il conserve jusqu'en 2010. Les restes de l'ancien château sont classés au titre des monuments historiques par la liste de 1862.

## Localisation
Le château, situé dans le centre ville d'Alençon, sur la rive gauche de la rivière Briante était un des éléments essentiels pour la défense du duché de Normandie sur sa frontière sud, contre d'éventuelles attaques angevines, et empêcher l'accès aux plaines de la Normandie moyenne.

## Historique
Le premier château d'Alençon, complètement disparu, a été construit au IXe siècle, sous le règne du duc de Normandie Richard Ier, et confié à la garde de la famille de Bellême, dont les deux premiers seigneurs connus de la ville, sont Yves de Bellême et son fils Guillaume Ier.
Sous le duc Robert Ier (v. 1010–1035), le château essuie un premier siège, afin d'affirmer l'autorité et les droits du duc sur la forteresse, à la suite de la prise de la place par Guillaume de Bellême, en rébellion contre l'autorité ducale. Robert imposa au baron rebelle de faire amende honorable et de venir implorer son pardon nu-pieds sous le joug d'une selle de cheval.
Vers 1050, le duc de Normandie Guillaume le Bâtard vint assiéger le château des Bellême dont s'était emparé Geoffroy Martel, comte d'Anjou. Il est décrit : « Avait a cel terms un fossé, Haut e parfont e réparé ; Sur le fossé ont hériçon, E dedenz close une maison ; Entor ont bretesches levées, Bien planchies e Kernelées »,. Lors de l’assaut, Guillaume, fit combler le fossé et incendier les défenses « Li bois fu secs, li feu s'esprent. Que par le feu qu'il alluma, Que par l'assaut qu'il lor dona, Les uns sont ars (brûlés), li altre pris, E tel i a hunte occis ». En 1087, Robert de Bellême, alors qu'il chevauche vers Brionne, apprenant la mort du duc Guillaume, tourne bride et se dirige sur Alençon, surprenant la garnison locale et l'expulse.
En 1113, lorsque Henri Ier Beauclerc, roi d'Angleterre, duc de Normandie et troisième fils de Guillaume le Conquérant, prend Alençon, il élève un grand donjon roman carré, analogue à ceux d'Arques, de Caen ou de Falaise.
En 1220, le château et le comté d'Alençon sont rattachés au domaine royal à l'extinction de la famille de Bellême. Saint Louis (1214-1270) les donne à son cinquième fils, Pierre Ier d'Alençon, qui prend par la suite le titre de duc d'Alençon. Mort en 1283 sans descendance, le duché d'Alençon devient un apanage du royaume. En 1285, c'est Charles de Valois, frère du roi de France Philippe IV le Bel, qui reçoit l'apanage. 
C'est Jean Ier, comte, puis duc d'Alençon de 1404 à 1415, mort à Azincourt en 1415, qui construira un second château autour du donjon carré élevé par Henri Ier Beauclerc. Ses descendants se maintiendront à la tête du duché jusqu'en 1525, à la mort de Charles IV d'Alençon,. Parmi eux se sont illustrés Jean II d'Alençon (1409-1476), compagnon de Jeanne d'Arc et Charles IV d'Alençon (1489-1525) dont la veuve Marguerite de Valois-Angoulême (1492-1549), sœur de François Ier et reine de Navarre à la suite de son remariage avec Henri II de Navarre (Henri Ier d'Albret) entretient pendant un certain temps au château d'Alençon une cour de poètes, parmi lesquels Clément Marot.

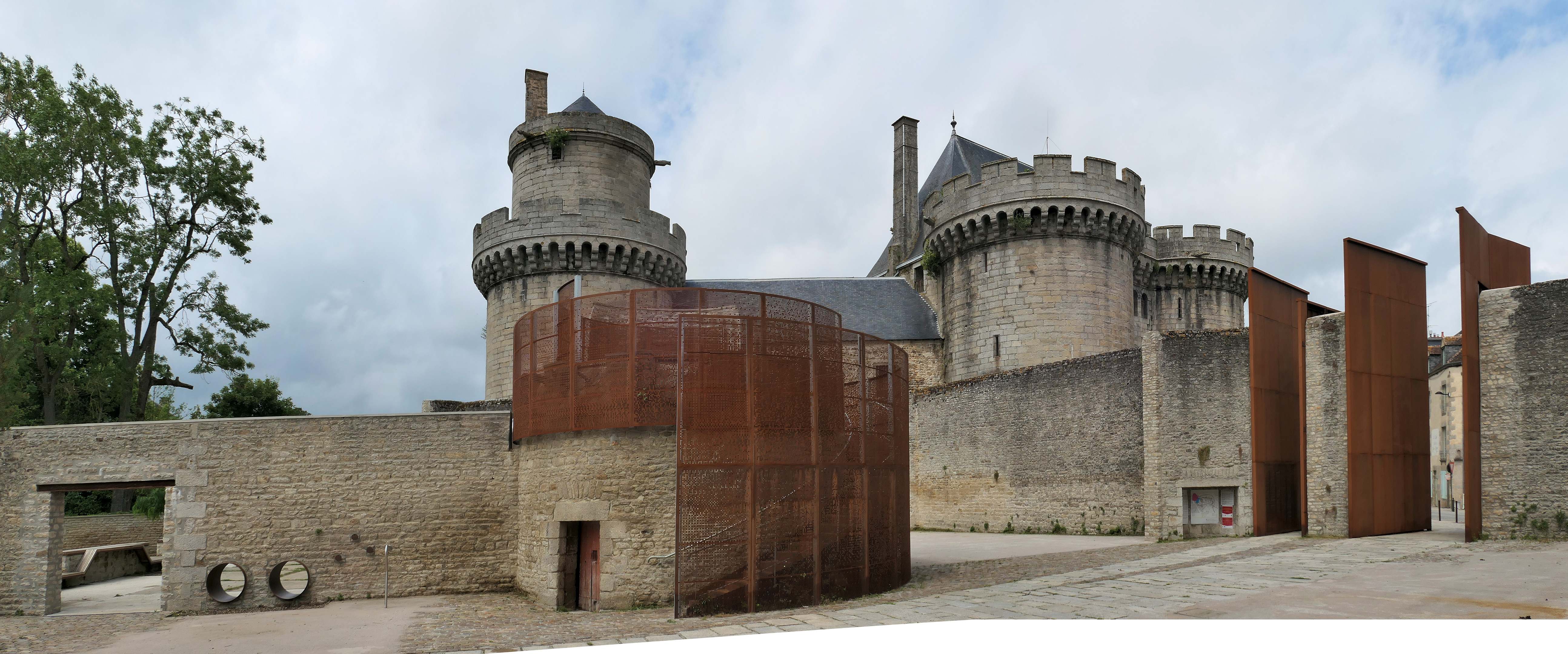
Le château, vu du parc Simone Veil.

En 1592, le château d'Alençon est en grande partie détruit sur la volonté d'Henri IV, qui voyait d'un mauvais œil l'érection d’importantes forteresses, symboles du pouvoir individuel des seigneurs et de l'hétérogénéité du royaume, d'autant plus que la France venait d'être déchirée par les guerres de Religion. 
Il ne reste alors que le donjon et le pavillon d'entrée. Les ducs d'Alençon abandonnent de fait le château pour résider dans l'hôtel de Guise.
Sous Louis XIII, le donjon devait servir de carrière de pierre, mais la chambre des comptes donne son refus. En 1744, après l'incendie de l'église Notre-Dame, on utilise pour sa reconstruction les pierres de couronnement du donjon. Sa destruction est suspendue, car en 1780, on aménage à l'intérieur des cachots qui ne serviront qu'un an, les murs s'étant lézardés à la suite de la poussée des voûtes construites à l'occasion. Les prisonniers seront évacués. En 1782, le donjon est à son tour détruit. Il ne reste alors du château des ducs d'Alençon que le pavillon d'entrée.
En 1804, l'implantation de la maison d'arrêt d'Alençon dans l'édifice entraîne d'importants travaux liés à cette nouvelle affectation, modifiant le bâtiment et ses abords (distribution intérieure et création de murs d'enceinte accueillant les cours de promenade). En 2010, la maison d'arrêt est transférée sur le site des Croisettes à Coulaines, près du Mans.
En 2018, la ville d'Alençon rachète le château à l'État après quatre ans de négociations. L'année suivante, la ville commence l'aménagement des lieux, afin de rendre l'accès au château et à un parc urbain à aménager.

## Description

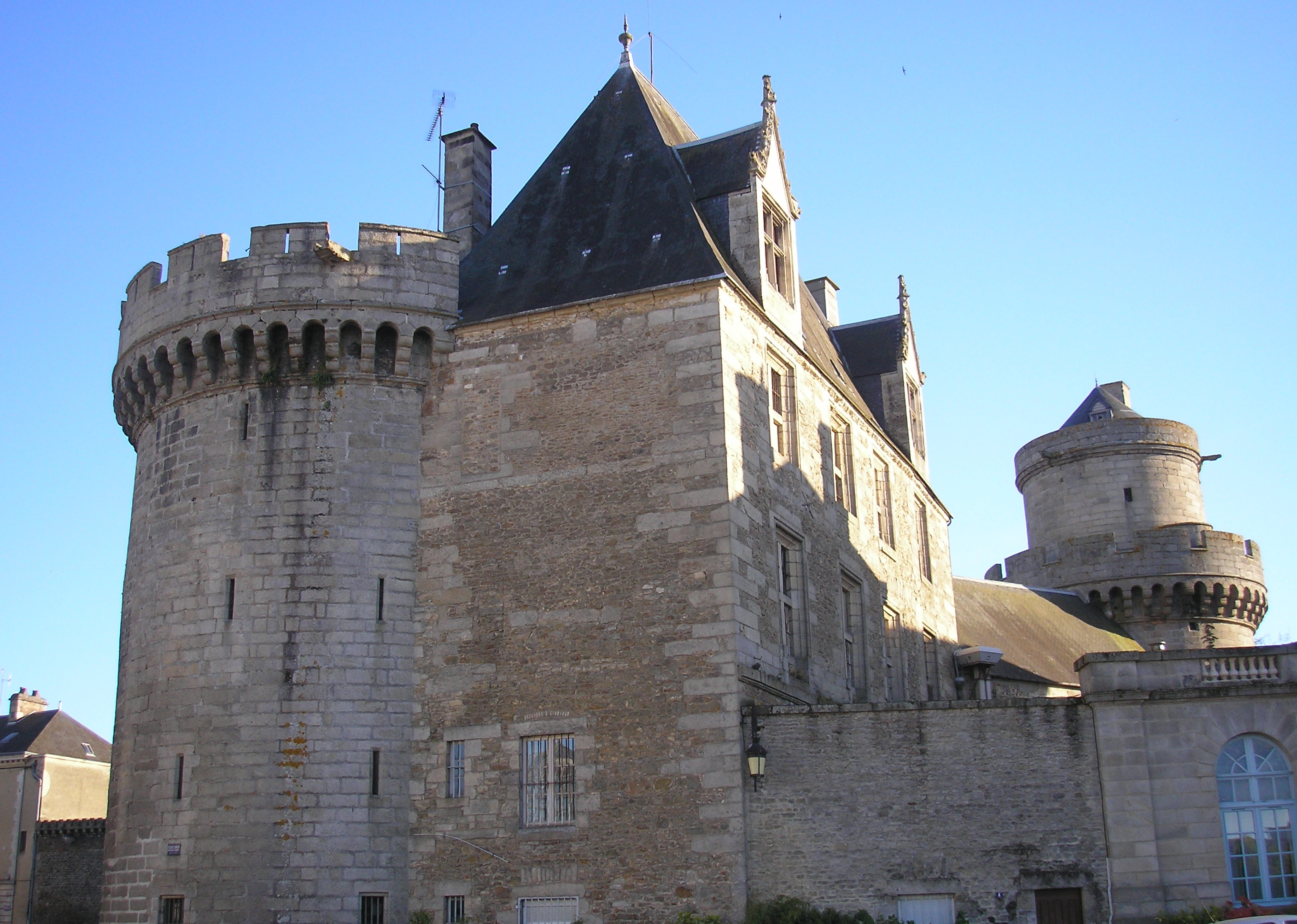
Vue septentrionale, avec au fond, la Tour couronnée.

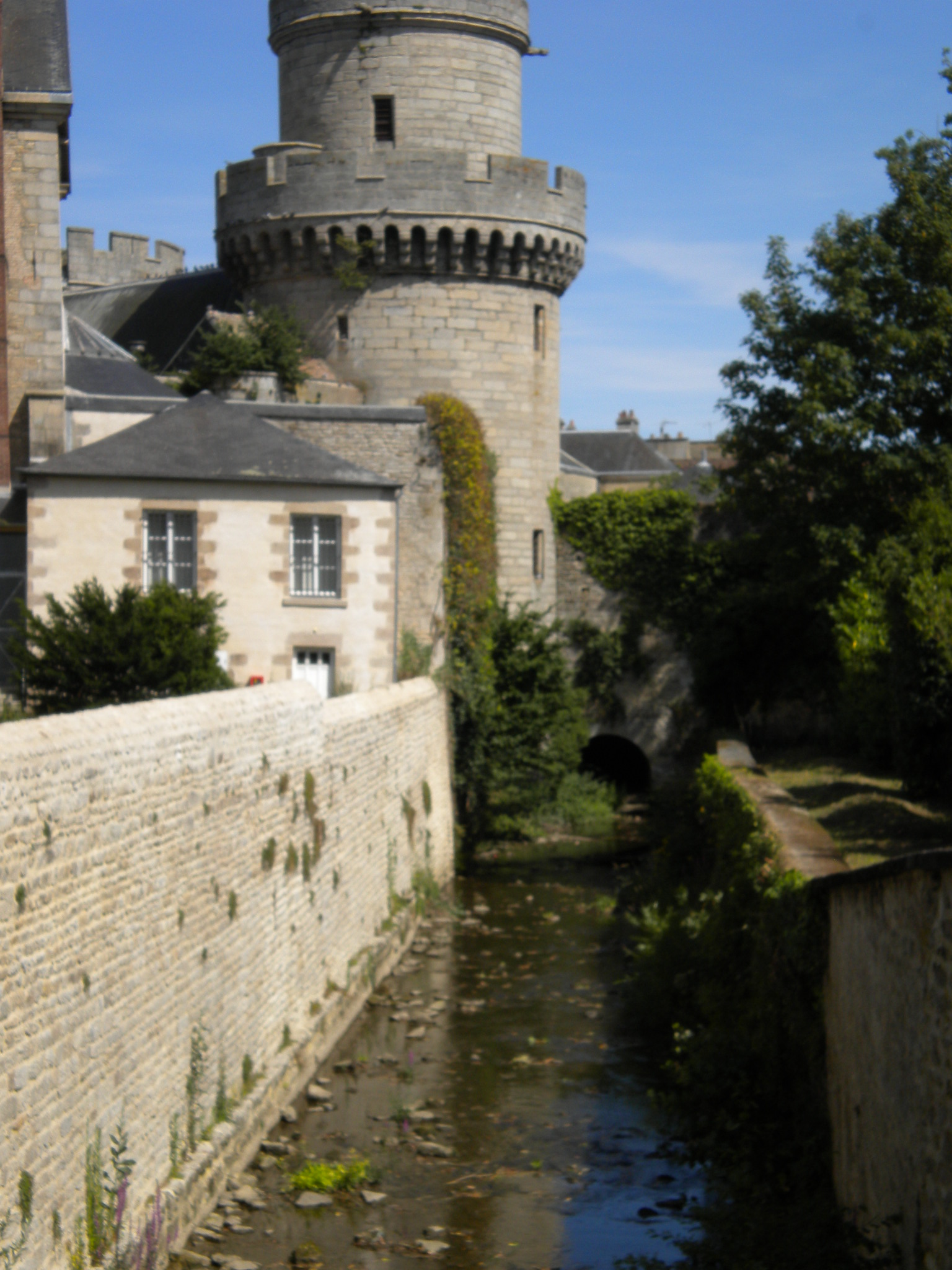
Bras de la Briante passant au pied de la Tour couronnée.

De l'importante forteresse, il ne subsiste de nos jours que la Tour couronnée, du XIVe siècle, de deux étages, à flanquement circulaire de 12 m de diamètre à la base, le corps de logis attenant à la tour, et le châtelet d'entrée, flanqué de ses deux tours rondes jumelles de la fin du XIVe siècle, couronnées de mâchicoulis au XVe siècle. L'impression que laisse ce châtelet, avec ses deux tours jumelles, témoigne de la grandeur et de la somptuosité de l'ancien château. Quant à la Tour couronnée, elle est composée de deux tours, l'une plus étroite surmontant l'autre à parapet crénelé sur mâchicoulis.
Le château, avant sa destruction, se composait d'une enceinte fortifiée, englobant deux îles de la Briante, flanquée de grosses tours dont plusieurs semi-cylindriques : tour du Chevalier, tour Giroie et la tour salée faisant office de magasin à sel. Il ne reste rien de celles-ci, ni des fossés formés par la Briante, ou bien peu du parc gigantesque qui s'étendait jusqu'à la forêt d'Écouves, réduit aujourd'hui au parc des Promenades de 4 hectares. Quant à la barbacane, elle se dressait à l'emplacement du square de la Sicotière.